# 毛盛
毛 盛（もう せい、? - 392年）は、五胡十六国時代前秦の軍人。前秦の勢力拡大に貢献したが、最期は後秦の姚興によって殺された。

## 生涯
前秦に仕え、鎮軍将軍に任じられていた。
365年7月、匈奴の右賢王曹轂・左賢王劉衛辰はみな前秦に反旗を翻すと、2万の兵を率いて杏城以南の郡県へ侵攻し、馬蘭山に軍を置いた。索虜の烏延らもまた前秦に反旗を翻すと、曹轂・劉衛辰に呼応した。苻堅は中外の精鋭部隊を率いて討伐に赴き、毛盛は前将軍楊安と共に前鋒都督となった。曹轂は弟の曹活を派遣して同官川においてこれらを迎え撃たせた。8月、毛盛らは曹活軍を大破して4千人余りを討ち取り、曹活の首級を挙げた。曹轂が恐れて降伏すると、さらに進撃して烏延を攻めてその首級を挙げた。
後に左将軍に任じられた。
376年5月、苻堅の命により、毛盛は武衛将軍苟萇・左将軍毛盛・中書令梁熙・歩兵校尉姚萇らと共に歩騎13万を率いて前涼討伐に向かった。また、秦州刺史苟池・河州刺史李弁・涼州刺史王統は三州の兵を率いて後続となった。前涼君主張天錫は龍驤将軍馬建に2万の兵を与え、前秦軍を迎え撃たせた。8月、前秦軍は迎え撃ってきた敵軍を尽く打ち破り、姑臧まで進軍した。張天錫は降伏し、長安へ送致された。これにより、涼州の郡県はみな前秦へ降伏した。
後に右禁将軍に任じられた。
378年7月、苻堅の命により、毛盛は兗州刺史彭超・後将軍倶難・陵江将軍邵保らと7万の兵を率いて、淮南攻略に向かった。
379年5月、東晋の右衛将軍毛安之・游撃将軍司馬曇は4万の兵を率いて堂邑に軍を進めると、毛盛は右将軍毛当と共に2万騎を率いて堂邑を急襲し、毛安之軍を破ってその軍を潰走させた。
7月、平東将軍・兗州刺史に任じられ、胡陸に鎮した。
後に鎮軍将軍に任じられた。
384年6月、苻堅は自ら歩兵騎兵2万を率いて北地にいる後秦君主姚萇征伐に乗り出し、趙氏塢まで進んだ。護軍将軍楊璧らは游騎3千を率いて退路を遮断すると共に、毛盛は右軍将軍徐成・左軍将軍竇衝らと共に後秦軍を攻め、これを幾度も撃破した。後秦軍の陣営には井戸が無かったので、前秦軍は安公谷を塞いで同官水に堰を造り、敵軍の運水路を遮断した。姚萇の軍は水不足に喘いだが、俄かに大雨が天より降り注いだことにより危機を脱し、姚萇は東へ退却した。
同月、姚萇は自ら7万の兵を率いて前秦を撃った。苻堅の命により、毛盛は護軍将軍楊璧・右将軍徐成・前軍将軍斉午ら数十人の将と共にこれを迎え撃ったが、敗北を喫して捕らえられた。だが、姚萇は彼らをみな礼遇すると、釈放してやった。
その後、時期は不明であるが、後秦に降伏した。
392年3月、後秦皇帝姚萇は病床に伏せるようになると、皇太子姚興を呼び寄せたが、その際に征南将軍姚方成は徐成らを始めとした前秦からの亡命者の排除を進言した。姚興はこれに従って徐成・王統・王広・苻胤・毛盛を殺害した。

## 人物・逸話
毛盛らの殺害を知った姚萇は「徐成らは秦朝（前秦）においていずれも名将であった。天下は未だ定まっておらず、我はいずれそれを彼らに任せようとしていたのに、どうして誅害してしまったのか!」と怒りを露わにしたという。